# Henry Boyle, 1. baron Carleton
Henry Boyle, 1. baron Carleton (Henry Boyle, 1st Baron Carleton) (12. července 1669 – 31. března 1725) byl britský státník z významného šlechtického rodu Boylů. Patřil k whigům, byl ministrem financí (1701–1708) a ministrem zahraničí (1708–1710), zastával také vysoké státní úřady v Irsku. V roce 1714 získal titul barona a vstoupil do Sněmovny lordů. Jeho bratranci Richard Boyle, 2. vikomt Shannon (1675–1740) a Charles Boyle, 4. hrabě z Orrery (1674–1731) vynikli jako vojevůdci a diplomaté za války o španělské dědictví.

## Kariéra
Byl mladším bratrem 3. hraběte z Corku, studoval ve Westminsteru a Cambridge, v letech 1685–1688 podnikl kavalírskou cestu po Evropě, v roce 1685 krátce studoval v Padově. Krátce též sloužil v armádě a v roce 1688 přestoupil ke stoupencům Viléma III. V letech 1689–1710 byl členem Dolní sněmovny (v letech 1692–1705 zastupoval prestižní volební okrsek Cambridge University), v letech 1692–1693 též krátce poslancem irského parlamentu. První úřad ve vládě získal jako lord pokladu (1699–1701), v letech 1701–1708 byl ministrem financí, od roku 1701 též členem Tajné rady. Zvláště v počáteční fázi války o španělské dědictví patřil k vlivným whigistickým politikům, svou pozici stvrdil v roce 1704, kdy se stal členem irské Tajné rady a kancléřem pokladu v Irsku (1704–1708), od roku 1704 zastával též funkce ve správě hrabství York. V letech 1708–1710 byl ministrem zahraničí (úřad zastával od února 1708, ale na post ministra financí rezignoval až koncem dubna). S nástupem Harleyovy vlády odešel do ústraní. Po nástupu Jiřího I. získal titul barona Carletona a vstoupil do Sněmovny lordů, do vlády se vrátil až za premiéra Roberta Walpola, kdy se stal prezidentem Tajné rady (1721–1725), jeho vliv na politiku ale byl již minimální. V roce 1720 získal čestný doktorát v Oxfordu.
Zemřel bez potomstva, svým příbuzným zanechal statky v několika hrabstvích a také vysokou finanční hotovost vycházející z dlouholetých apanáží ze státních úřadů. Jeho sídlem byl londýnský palác Carlton House, který dědicové prodali královské rodině.